# Alyssum penjwinense
Alyssum penjwinense là một loài thực vật có hoa trong họ Cải. Loài này được Dudley mô tả khoa học đầu tiên năm 1962.